# هری کلورک
هری کلورک (انگلیسی: Harry Clork؛ ۳۱ اوت ۱۸۸۸ – ۱۸ ژوئن ۱۹۷۸) فیلم‌نامه‌نویس اهل ایالات متحده آمریکا بود.
از فیلم‌هایی که وی در آن‌ها نقش داشته‌است، می‌توان به و یکی زیبا بود، دایموند جیم و دیشب را به‌خاطر داری؟ اشاره نمود.